# Arctosa upembana
Arctosa upembana är en spindelart som beskrevs av Roewer 1960. Arctosa upembana ingår i släktet Arctosa och familjen vargspindlar.
Artens utbredningsområde är Kongo. Inga underarter finns listade i Catalogue of Life.